# Dillandia
Dillandia là một chi thực vật có hoa trong họ Cúc (Asteraceae).

## Loài
Chi Dillandia gồm các loài: